# Medicine Bow Mountains
Medicine Bow Mountains je pohoří v severní části Colorada a jižní části Wyomingu, ve Spojených státech amerických. Náleží k jižní části amerických Skalnatých hor.
Nejvyšší horou je Clark Peak (3 947 m).
Nejvyšším bodem pohoří ve Wyomingu je Medicine Bow Peak (3 662 m).

## Geografie, geologie a fauna
Pohoří se rozkládá od severozápadu, obloukem k jihu, v délce okolo 160 km. Geologicky pohoří tvoří metamorfované horniny, především křemenec. Z fauny zde žijí jelenec ušatý, jelen wapiti, medvěd černý, puma americká nebo kojot prérijní.